# 妖精ファイター
『妖精ファイター』（原題：Tooth Fairy）は、2010年のアメリカのファンタジーコメディ映画。第3回したまちコメディ映画祭in台東特別招待作品。日本では劇場未公開作品であるが、2010年10月8日にレンタルDVDがリリースされ、2010年12月23日にセルDVDが発売された。DVD用の映画続編があるが日本未発売。また、20世紀フォックスが長らく使ってきた旧CGロゴが使われた最後の作品となった。

## ストーリー
アイスホッケー選手であるデレクは、反則退場前提のタックルで相手チーム選手の歯を飛ばすほどの乱暴プレイで「トゥース・フェアリー（歯の妖精）」と言う異名が付いていた。そんな彼がある日、突然背中に羽が生え、一週間本物の歯の妖精として働くよう命じられる。

## キャスト
| 役名                                     | 俳優                             | 日本語吹替   |
| ---------------------------------------- | -------------------------------- | ------------ |
| デレク・トンプソン／トゥース・フェアリー | ドウェイン・ジョンソン           | 楠大典       |
| カーリー                                 | アシュレイ・ジャッド             | 小林さやか   |
| ジェリー                                 | ビリー・クリスタル               | 江原正士     |
| リリー                                   | ジュリー・アンドリュース         | 沢田敏子     |
| トレーシー                               | スティーヴン・マーチャント       | 郷田ほづみ   |
| ミック・ドネリー                         | ライアン・シェクラー             | 佐藤拓也     |
| ジギー                                   | セス・マクファーレン             | 青山穣       |
| ランディ                                 | チェイス・エリソン               | くまいもとこ |
| テス                                     | デスティニー・ウィットロック     | 許綾香       |
| デューク                                 | ブランドン・T・ジャクソン        | 多田野曜平   |
| 窓口の女性                               | エリー・ハーヴィー               | 小橋知子     |
| コーチ                                   | バークレイ・ホープ               | 向井修       |
| アナウンサー                             | マイケル・デインジャーフィールド | 小形満       |
| カイル                                   | ジョシュ・エマーソン             | 金光宣明     |
| ジョシュ                                 | ブレンダン・ペニー               | 岩崎正寛     |
| アンドレアス                             | リー・ティチョン                 | 広田みのる   |
| スポーツリポーター                       | スティーヴ・レヴィ               | 小松史法     |
| ゲイブ                                   | ダリアン・プロヴォスト           | 上田純子     |
| ポルターガイストの男性                   | ニコラス・カレッラ               | 相原嵩明     |
| ケリー                                   | ニコル・ムニョス                 | 許綾香       |
| ベン                                     | ブレンダン・マイヤー             | 宮山知衣     |

- 日本語版制作スタッフ
  - 演出：高田浩光、翻訳：徐賀世子、調整：佐藤隆一、制作：ビデオテック

## 評価
批評家には概ね否定的な評価を受けた。Rotten Tomatoesでは111個のレビューで16%の支持率であり、平均点は10点満点で4点となった。また、Metacriticでは24個のレビューで100点中36点であった。